# Patrícya Travassos
Patrícya Travassos, nata Patrícia de Resende Travassos e per un periodo nota anche come Patricia Travassos (Rio de Janeiro, 1955), è un'attrice, sceneggiatrice, autrice televisiva, scrittrice e compositrice brasiliana.

## Biografia
Ha iniziato la sua carriera negli anni '70 recitando nella compagnia teatrale Asdrúbal Trouxe o Trombone, al fianco di Regina Casé. Entrata a TV Globo nel 1980, vi ha interpretato diverse telenovelas e ne ha anche ideate alcune; a lei si deve anche buona parte della sceneggiatura di Società a irresponsabilità illimitata, uno dei rarissimi telefilm brasiliani del XX secolo. Negli anni '80 ha inoltre composto canzoni per gruppi musicali come Blitz (di cui è stata anche occasionalmente membro come corista), Roupa Nova, Semper Livre e altri.. 
È anche attiva in campo cinematografico, sia come attrice sia come sceneggiatrice. Ha pubblicato alcuni libri.

## Vita privata
Ha cambiato il suo nome da Patricia a Patrícya, spinta da motivi prettamente numerologici. In prime nozze si è sposata nel 1980 con Evandro Mesquita, attore e voce originaria del gruppo Blitz, per poi divorziare sette anni dopo. Nel 1989 è nato il suo unico figlio, Nicolau, frutto della breve relazione con Euclydes Marinho, co-sceneggiatore di Società a irresponsabilità illimitata. Nel 1997 si è unita in matrimonio col produttore polacco Diduche Worcman, dal quale si è poi separata. Dal 2005 al 2009 è stata moglie del musicista Liminha; anche questo matrimonio è naufragato.

## Opere letterarie
- Esse Sexo É Feminino (2001)
- Alternativas de A a Z (2003)
- Monstra e Outras Crônicas da Revista Marie Claire (2006)